# Jill Cornell Tarter

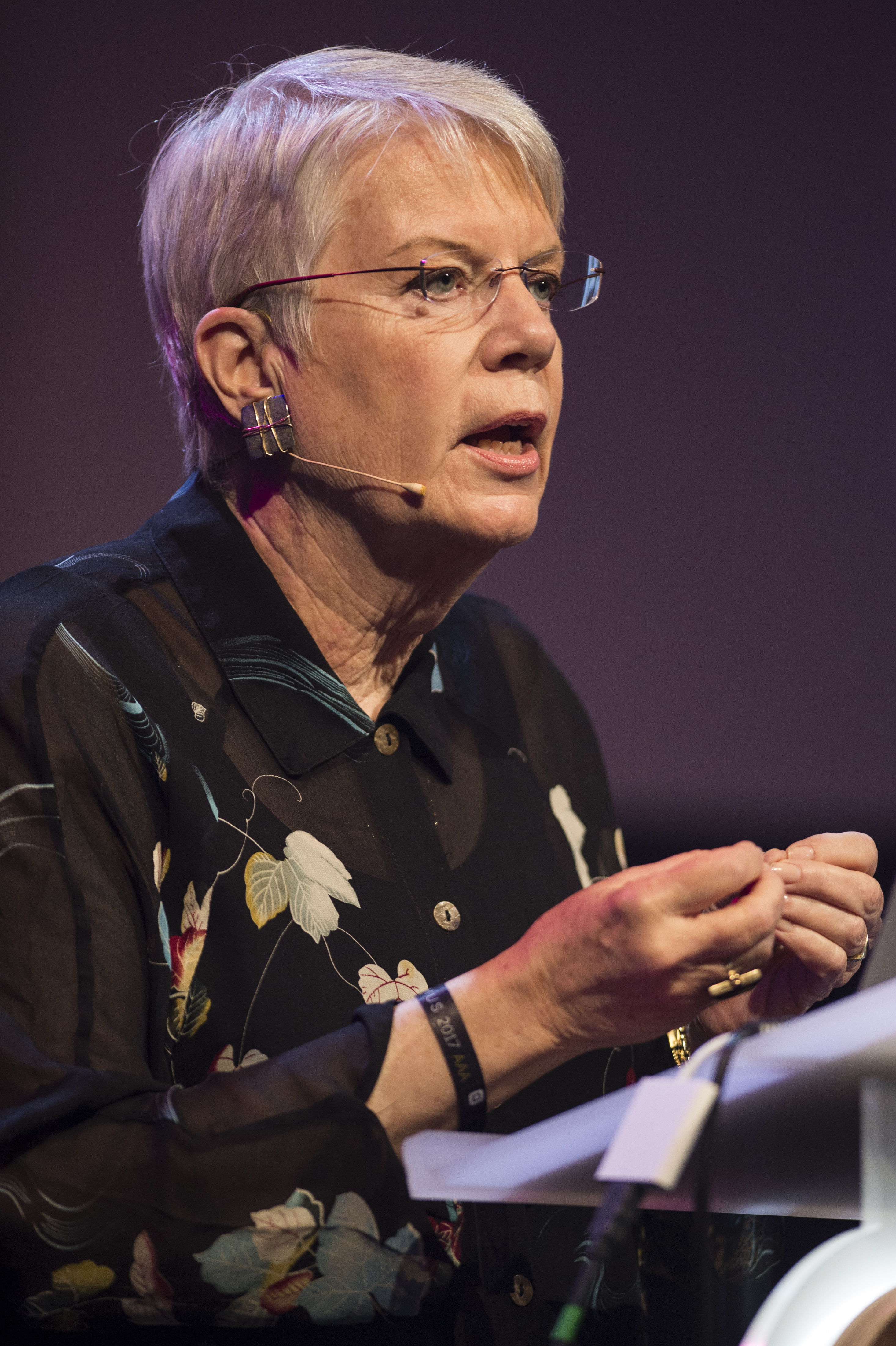
Jill Tarter (2017)

Jill Cornell Tarter (* 16. Januar 1944) ist eine amerikanische Astronomin und war bis 2012 Direktorin am SETI-Forschungszentrum. Sie hält den Bernard M. Oliver Chair of SETI im SETI Institute.
Tarter machte ihren Hochschulabschluss an der Cornell University und 1975 ihren Ph. D. (Doktorgrad) in Astronomie an der University of California mit der Arbeit Interaction of Gas and Galaxies within Galaxy Clusters. Sie arbeitete an zahlreichen großen wissenschaftlichen Projekten, meist in Verbindung mit der Suche nach extraterrestrischem Leben, mit. In ihrem postgradualen Studium beteiligte sie sich am Projekt SERENDIP, das das Universum nach Radiowellen absuchte. Sie war 1992 und 1993 Projektwissenschaftlerin für NASAs High Resolution Microwave Survey (HRMS) und danach Direktorin des Projekt Phoenix (eine Neuauflage des HRMS) unter der Schirmherrschaft des SETI Instituts. 2002 gestaltete sie zusammen mit Margaret Turnbull den HabCat-Katalog (Catalog of Nearby Habitable Systems, HabCat), der eine der wichtigsten Komponenten im Projekt Phoenix darstellte. Bis 2012 stand sie dem Center for SETI Research des Instituts vor.
Tarter publizierte Dutzende umfangreiche technische Schriften und Vorträge. Diese beinhalteten die Themen außerirdische Intelligenz und die Notwendigkeit einer angemessenen wissenschaftlichen Ausbildung. Durch ihre Arbeit im Gebiet der Astrobiologie und ihre Erfolge als weiblicher Wissenschaftler bekam sie zahlreiche Auszeichnungen, unter anderem von Women in Aerospace und NASA. Sie gewann 2001 den Telluride Tech Festival Award of Technology. Tarter wurde 2002 zum Fellow der American Association for the Advancement of Science und zum Fellow der California Academy of Sciences gewählt. 2004 stand sie auf der Liste der 100 einflussreichsten Personen der Welt des Time Magazine. 2005 wurde der Asteroid (74824) Tarter nach ihr benannt. 2014 hielt sie die Karl G. Jansky Lecture. 2021 wurde Tarter in die American Academy of Arts and Sciences gewählt, 2024 in die American Philosophical Society.
Tarters astronomisches Schaffen ist in Carl Sagans Roman Contact illustriert. Im Film Contact wird die Hauptfigur Ellie Arroway von Jodie Foster gespielt. Tarter besprach sich mit der Schauspielerin schon Monate davor und auch während der Dreharbeiten.
Die Figur Samantha Crowe in Frank Schätzings Roman Der Schwarm ist ebenfalls stark an Tarter angelehnt.